# Lobetus minutissimus
Lobetus minutissimus es una especie de coleóptero de la familia Cantharidae.

## Distribución geográfica
Habita en Bolivia.